# Júlia Bergmann

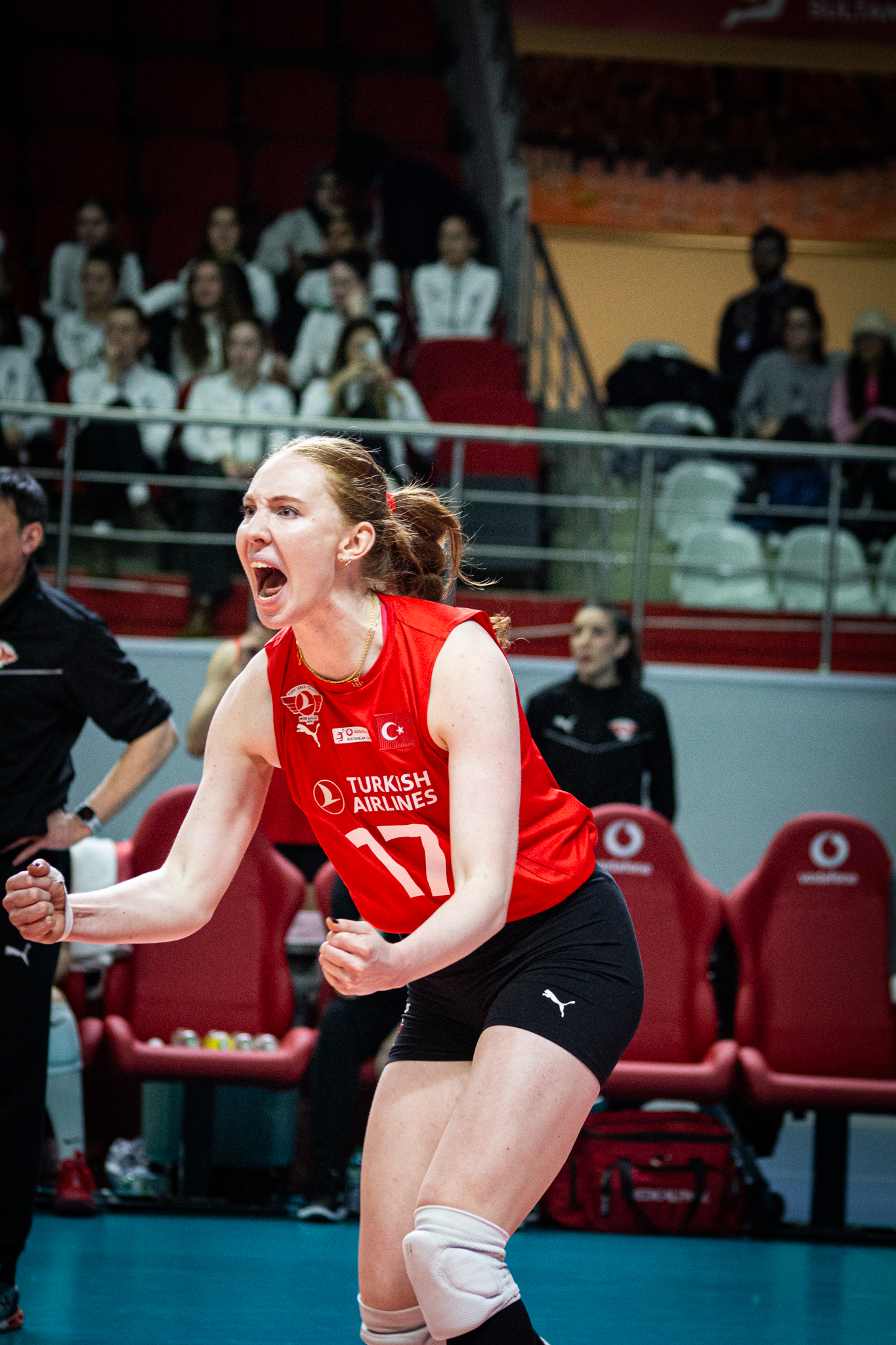
Júlia Bergmann zawodniczką THY Stambuł w sezonie 2024/2025

Júlia Isabelle Bergmann (ur. 21 lutego 2001 w Monachium) – brazylijska siatkarka pochodzenia niemieckiego, reprezentantka kraju, grająca na pozycji przyjmującej.  

## Życiorys
Jej ojciec jest Niemcem a matka Brazylijką. Gdy miała 10 lat przeprowadziła się z rodziną z Niemiec do Brazylii, dokładnie do miasta założonego w 1860 roku przez Niemców - Brusque. Jej o 3 lata młodszy brat Lukas również jest siatkarzem. 
W latach 2018–2023 na uniwersytecie w stanie Georgia studiowała fizykę. 
W 2019 roku zadebiutowała w seniorskiej reprezentacji Brazylii.

## Kariera klubowa
| Kariera juniorska | Kariera juniorska               | Kariera juniorska | Kariera juniorska | Kariera juniorska | Kariera juniorska | Kariera juniorska | Kariera juniorska | Kariera juniorska | Kariera juniorska | Kariera juniorska |
| ----------------- | ------------------------------- | ----------------- | ----------------- | ----------------- | ----------------- | ----------------- | ----------------- | ----------------- | ----------------- | ----------------- |
| Lata              | Klub                            |                   |                   |                   |                   |                   |                   |                   |                   |                   |
| 2015–2016         | Avotol/Toledo                   |                   |                   |                   |                   |                   |                   |                   |                   |                   |
| 2016–2018         | Abel/Havan/Brusque              |                   |                   |                   |                   |                   |                   |                   |                   |                   |
| Kariera seniorska |                                 |                   |                   |                   |                   |                   |                   |                   |                   |                   |
| Lata              | Klub                            |                   |                   |                   |                   |                   |                   |                   |                   |                   |
| 2018–2023         | Georgia Institute of Technology |                   |                   |                   |                   |                   |                   |                   |                   |                   |
| 2023–             | THY Stambuł                     |                   |                   |                   |                   |                   |                   |                   |                   |                   |

## Sukcesy klubowe
NIVC:
- 2020

Atlantic Coast Conference:
- 2020

## Sukcesy reprezentacyjne
Mistrzostwa Ameryki Południowej Kadetek:
- 2016

Mistrzostwa Ameryki Południowej Juniorek:
- 2018

Liga Narodów:
- 2022[9], 2025[10]

Mistrzostwa Ameryki Południowej:
- 2023[11]

Igrzyska Olimpijskie:
- 2024[12]